# Rafael Ferrer i Bigné
Rafael Ferrer i Bigné (València, 1836 - 1892) fou un escriptor i periodista valencià.
Tot i que estudià dret, no va exercir i va col·laborar als diaris valencians Ilustración Valenciana, El Eco del Turia, La Opinión, Las Provincias, Almanaque de Valencia i El Museo Literario. Participà en la Renaixença, i fou soci de l'Acadèmia de Bones Lletres de Barcelona el 1868, però va mantenir una forta polèmica amb Víctor Balaguer, perquè mantenia que el moviment renaixencista havia de mantenir-se en l'apoliticisme. El 1871 fou premiat per la Societat Econòmica d'Amics del País de València i el 1878 participà en la fundació de la societat Lo Rat Penat, de la que en fou president el 1881-1882 i que mantingué en el seu esperit apoliticista.

## Obres
- Les tres germanes (Mallorca, Catalunya i València) (1866)
- La creuada dels poetes (1867)
- Estudio histórico-crítico sobre los poetas valencianos de los siglos XIII, XIV y XV (1871), traduïda al català el 1878 al diari Lo Gai Saber